# Mathias Husmann
Mathias Husmann (* 21. Juni 1948 in Hamburg) ist ein deutscher Dirigent, Komponist und Pianist.

## Leben
Mathias Husmann ist der Sohn des Malers und Graphikers Fritz Husmann und der Pianistin Adelheid Zur. Husmann studierte Dirigieren, Klavier und Komposition und debütierte als Dirigent im Alter von 22 Jahren bei den Hamburger Philharmonikern und der Hamburgischen Staatsoper, wo er  Assistent von Horst Stein wurde. Von 1970 bis 1974 leitete er das Harvestehuder Sinfonieorchester Hamburg.
Langjährige Engagements führten ihn als Ersten Kapellmeister an das Staatstheater Darmstadt, das Nationaltheater Mannheim und die Bühnen der Stadt Dortmund.
In den Jahren 1983–1991 war er als Generalmusikdirektor und Chefdirigent in Ulm (Philharmonisches Orchester der Stadt Ulm) tätig. Es folgten Engagements als Generalmusikdirektor in Magdeburg (Magdeburgische Philharmonie, 1992–1998) und am Theater Vorpommern in Greifswald und Stralsund (Philharmonisches Orchester Vorpommern, 2002–2009).
Als Konzertdirigent produzierte er CD- und Fernsehaufnahmen vor allem neuer Musik (Günter Bialas, Hanns Eisler, Berthold Goldschmidt). Als Gastdirigent arbeitete er mehrfach mit renommierten Orchestern zusammen, wie dem NHK Symphony Orchestra Tokyo, dem Deutschen Symphonie Orchester Berlin, dem Gürzenich-Orchester Köln, dem Orchester der Beethovenhalle Bonn, den Ungarischen Symphonikern, den Düsseldorfer Symphonikern und den Rundfunkorchestern des NDR, HR und Bayerischen Rundfunks.
An der Deutschen Oper Berlin, der Hamburgischen Staatsoper und der Deutschen Oper am Rhein dirigierte er als ständiger Gast. Er ist als Gastprofessor an Hochschulen in Berlin, Hamburg und Stuttgart tätig.
Er war Preisträger beim Dirigentenwettbewerb des Deutschen Musikrates.

## Werke (Auswahl)
- Erste Sinfonie (Uraufführung 1997 in Magdeburg)
- Kammeroper Vivaldi (Uraufführung 2002 in Ulm)
- Große Oper Zugvögel (Uraufführung 2009 in Stralsund)
- Oper Dame mit Noten (Uraufführung 2015 in Hamburg)
- Kammeroper Offenbachs Traum (Uraufführung 24. Mai 2019 in der Hamburger Kammeroper)